# Game&Watch 슈퍼 마리오브라더스

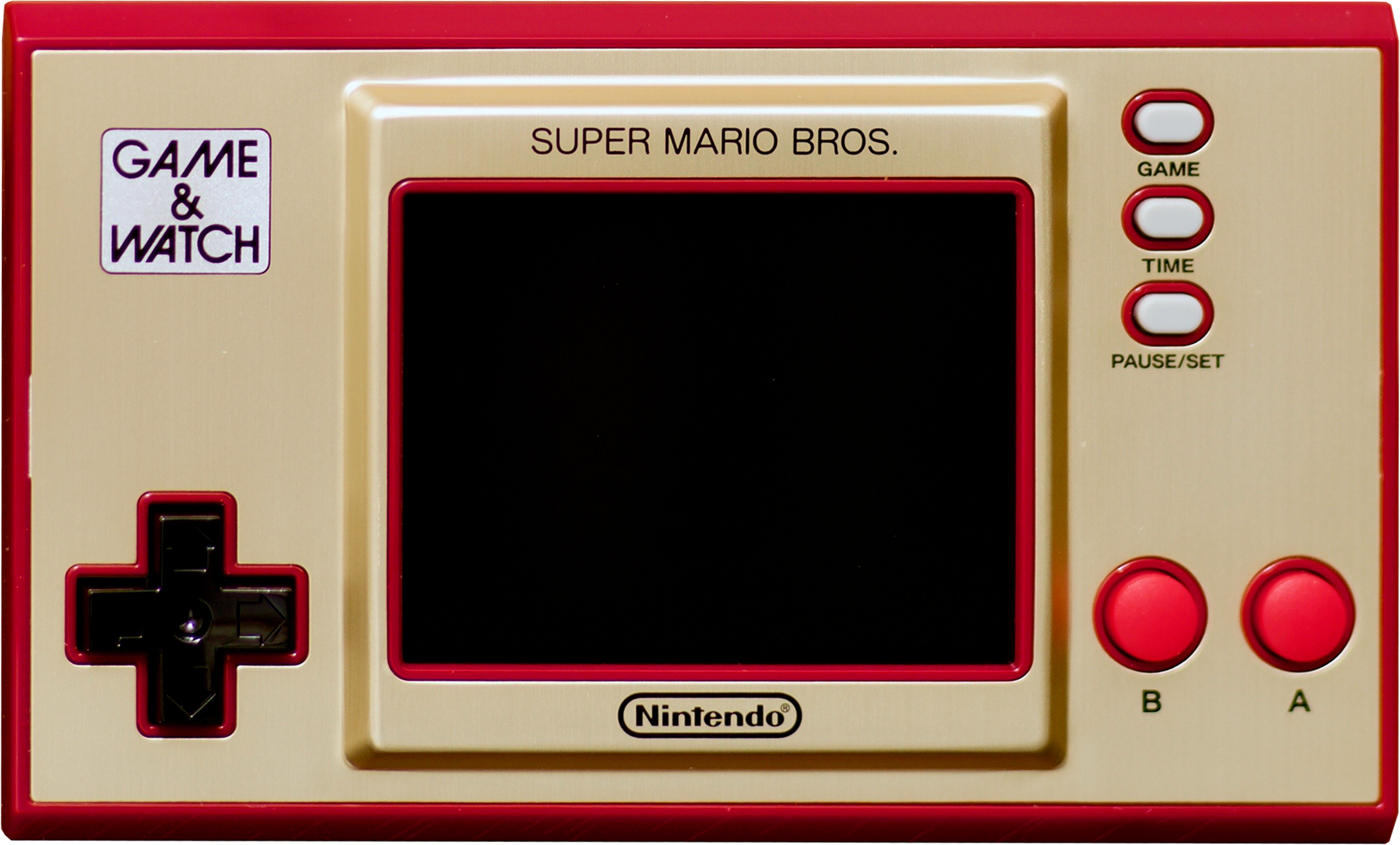
시스템의 버튼 레이아웃

《Game&Watch 슈퍼 마리오브라더스》(일본어: ゲーム＆ウオッチ スーパーマリオブラザーズ)는 닌텐도가 개발하고 배급하여, 2020년 11월에 출시해 2021년 3월 말까지 한정 생산한 게임기이다. 이 게임은 이전에 발매되었던 게임 《슈퍼 마리오브라더스》 (1985), 《슈퍼 마리오브라더스 더 로스트 레벨즈》 (1986), 《볼》 (1980)을 합본한 것으로, 마리오 35주년 기념으로 발매된다.

## 게임 플레이
본래 《슈퍼 마리오브라더스》와 《슈퍼 마리오브라더스 더 로스트 레벨즈》처럼 주로 플레이어가 레벨의 맨 오른쪽으로 이동해야하는 횡스크롤 플랫폼 게임이다. 액션 퍼즐 게임인 《볼》이 포함되어 있으며, 본작과는 달리 게임에 등장하는 캐릭터가 마리오로 되어 있다. 이 게임에는 35개의 "조그만 비밀"과 이스터 에그가 포함된 시계 기능도 포함되어 있다.

## 개발
마리오 35주년을 기념하기 위해 개최된 닌텐도 다이렉트에서 발표되었으며, 여기서 콘텐츠와 출시 날짜가 처음 공개되었다.

## 판매
게임이 발표된 지 하루 만에 일본 마이 닌텐도 스토어에서 게임이 품절되었다.

## 평가
| 평가                                                   |      |
| ------------------------------------------------------ | ---- |
| 평론 점수 평론사 점수 IGN 9/10 [ 6 ] 섁뉴스 8/10 [ 7 ] |      |
| 평론 점수                                              |      |
| 평론사                                                 | 점수 |
| IGN                                                    | 9/10 |
| 섁뉴스                                                 | 8/10 |

## 같이 보기
- 게임&워치 젤다의 전설